# Mürow
Mürow ist ein Ortsteil der Stadt Angermünde im Landkreis Uckermark im Nordosten des Landes Brandenburg. Mürow wurde am 26. Oktober 2003 eingemeindet, vorher war der Ort eine eigenständige Gemeinde.

## Lage
Das Angerdorf Mürow liegt nördlich von Angermünde in einer seenreichen Endmoränenlandschaft der südlichen Uckermark. Die Gemarkung von Mürow grenzt im Norden an Frauenhagen, im Osten an die Gemeinde Pinnow, im Süden an Dobberzin, im Südwesten an Kerkow sowie im Nordwesten an Welsow. Auf der Gemarkung Mürows liegen mehrere kleine Seen, die durch die Mürowgraben miteinander verbunden sind. Der Ort Mürow selbst liegt auf einer Höhe von 37 m ü. NHN, die höchste Erhebung ist der Galgenberg südwestlich des Ortes mit 59,8 m ü. NHN.
Zu Mürow gehört der Wohnplatz Mürow-Oberdorf. Mürow liegt an der Landesstraße 28 zwischen Angermünde und Passow. Im äußersten Nordosten liegt ein kurzes Stück der Bundesstraße 2 (Oder-Lausitz-Straße) auf der Gemarkung von Mürow. Durch den südlichen Teil von Mürow führt die Bahnstrecke Berlin–Stettin, der nächstgelegene Haltepunkt ist in Angermünde.

## Geschichte

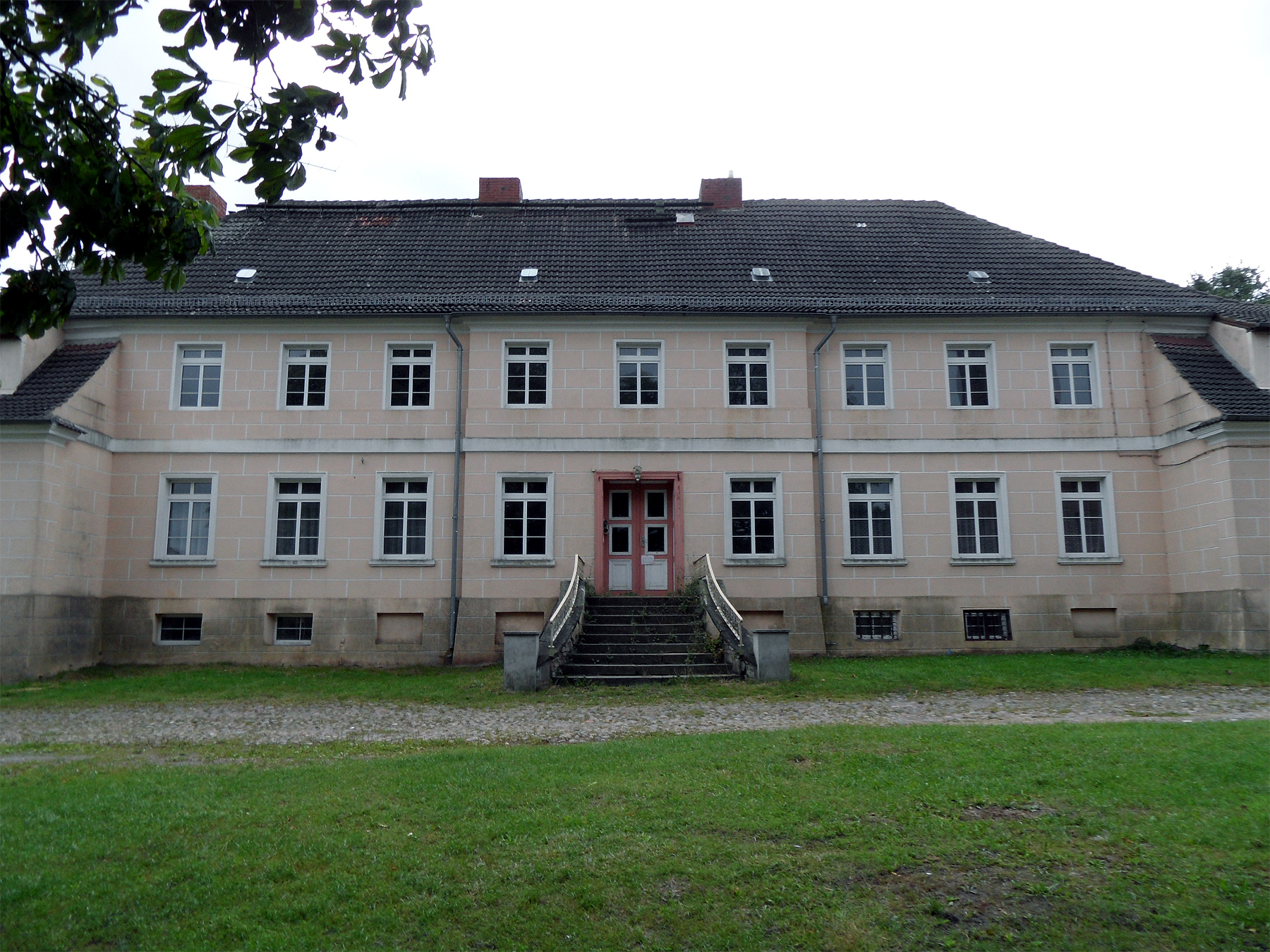
Gutshaus Mürow

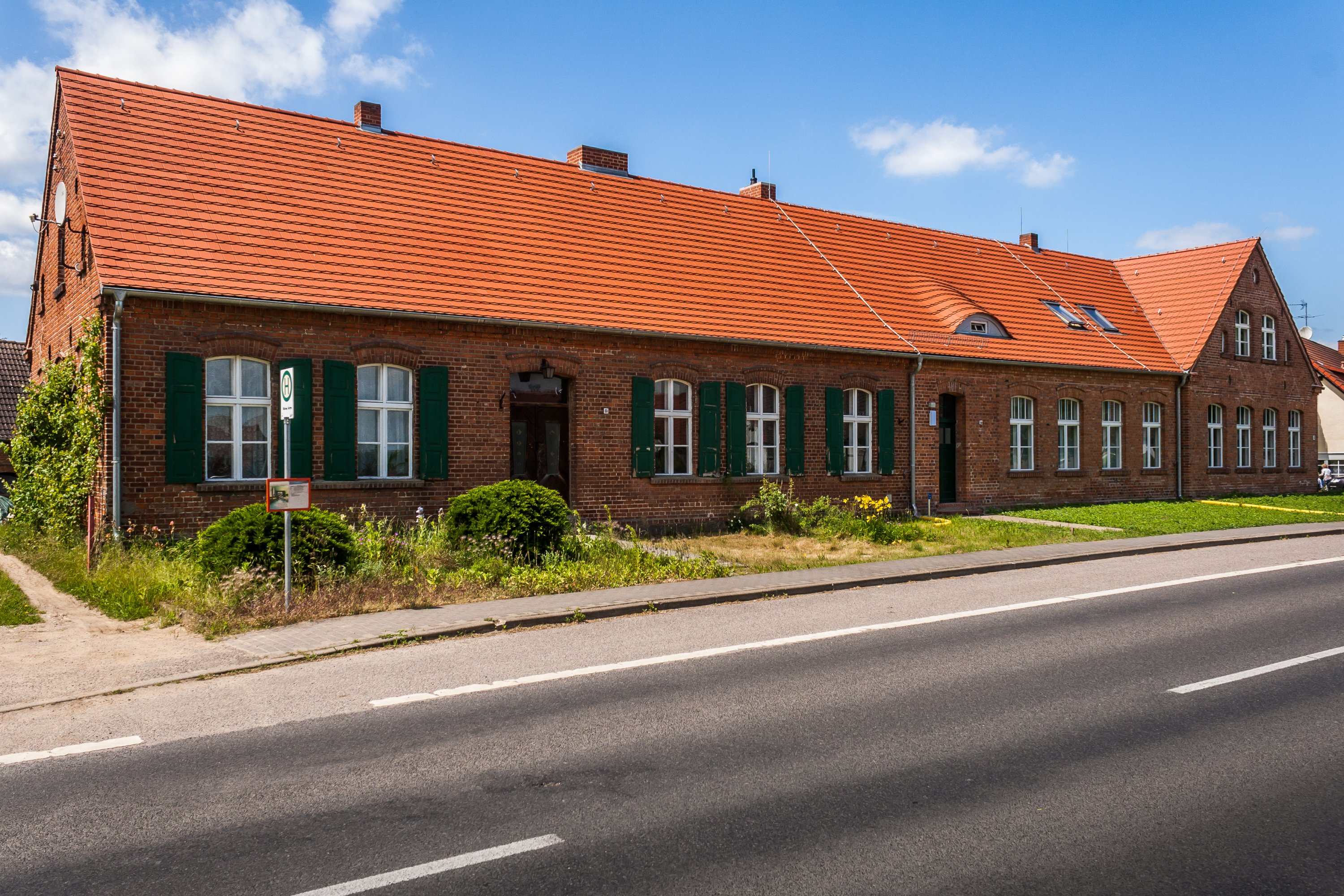
Alte Schule in Mürow

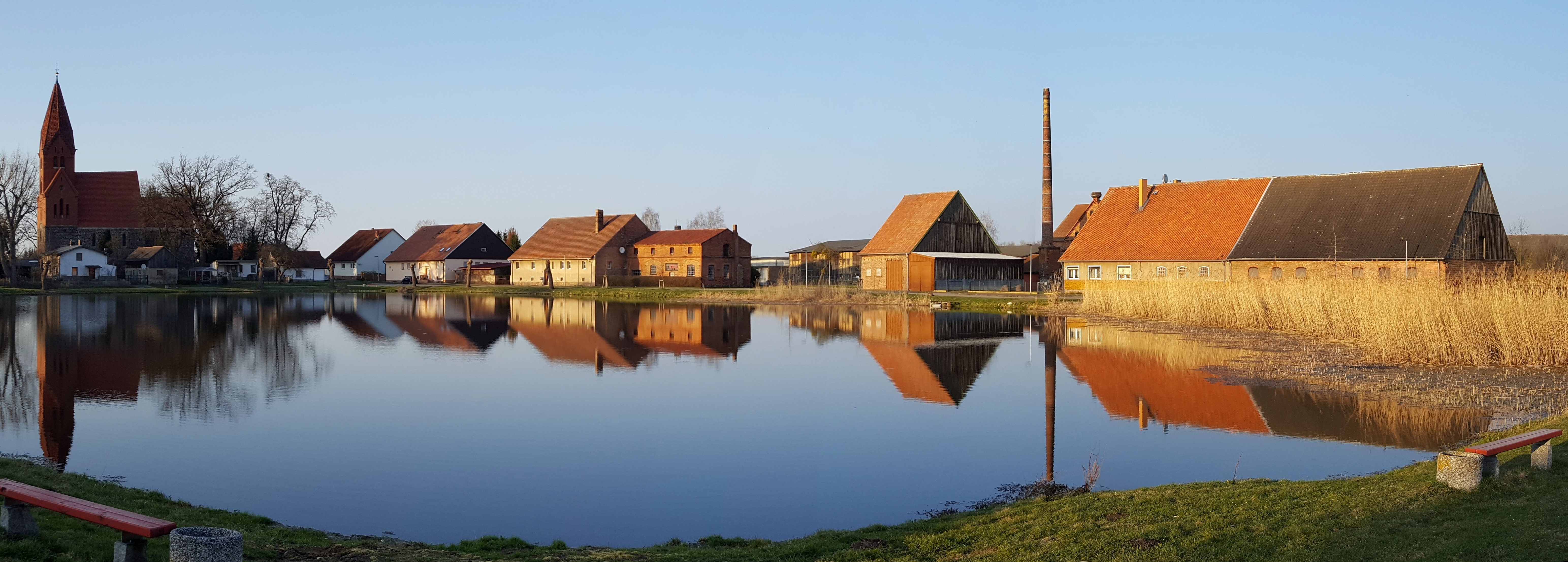
Teich auf dem Dorfanger von Mürow mit Blick zur Dorfkirche

Die Gegend um das Dorf Mürow wurde bereits um das Jahr 2600 v. Chr. besiedelt, worauf Großsteingräber nahe der Ortslage hinweisen. Im 11. Jahrhundert gab es südlich von Mürow eine slawische Siedlung. Der Ortsname Mürow ist von dem altslawischen Wort „morawa“ abgeleitet und bedeutet „Siedlung an einer feuchten Wiese“. Erstmals urkundlich erwähnt wurde der Ort als Schreibweise Murow in einer Urkunde über die Verhandlungen zur Abtretung eines Teils der Uckermark an das Herzogtum Pommern. Bereits vor der ersten Erwähnung, vermutlich im 12. Jahrhundert, wurde mit dem Bau der Dorfkirche begonnen.
1477 wurde Mürow durch den Markgrafen der Mark Brandenburg an die Brüder Wilke und Hans von Greifenberg verliehen. Ab 1509 waren fünf weitere Hufen sowie der Dorfkrug, eine Schäferei und mehrere wüste Kossätenstellen im Besitz der pommerschen Familie Wustrow. Ab 1532 wurde ein Otto von Arnim mit dem größten Teil Mürows belehnt, lediglich fünf Hufen gehörten zum Besitz der Stadt Angermünde. Durch den Kauf dieser fünf Hufen kam von Arnim im Jahr 1577 in den Besitz des gesamten Dorfes. Im folgenden Jahr lebten in Mürow 14 Bauernfamilien, neun Kossäten sowie jeweils ein Schmied, ein Hirte und ein Pachtschäfer, 1585 wurden zwei Rittergüter erwähnt, die zur Unterscheidung voneinander als Mirow und Murow bezeichnet wurden. In dem der Erben Jobst von Arnims gehörenden Rittergut lebten 1602 sechs Bauern und vier Kossäten, der andere Teil mit sieben Bauern und vier Kossäten gehörte damals den Erben des Claus von Arnim zu Zichow. Der Anteil Jobst von Arnims fiel 1619 an einen Hans von Sydow zu Schönfeld, über den Mürow im Jahr 1650 an die von Diringshofen kam.
1687 war das gesamte Dorf im Besitz von Karl Ludwig von Diringshofen, bis der Mürow 1725 zunächst teilweise und schließlich vollständig wieder von der Adelsfamilie Arnim übernommen wurde. 1734 lebten in Mürow neun Bauern, 14 Häusler, zwei Schäfer, je ein Schmied und ein Hirte, 13 Knechte und vier Mägde. Dazu kam ein Vorwerk, das wiederum von acht Bauern bewirtschaftet wurde. 1775 gab es im Pfarrdorf Mürow 34 Feuerstellen. 1840 hatte der Ort 273 Einwohner. Mitte des 19. Jahrhunderts wurde das Rittergut Mürow umgestaltet, dabei wurde das Schloss umgebaut und mehrere Wirtschaftsgebäude wurden abgerissen und neu errichtet. Ebenfalls wurde Mürow dabei zum Angerdorf umgestaltet. 1873 wurde der Bahnhof Mürow an der neu eröffneten Bahnstrecke Angermünde–Schwedt/Oder eingeweiht. Am 30. September 1928 wurden die Gemeinde Mürow und der Gutsbezirk Mürow zu einer Landgemeinde zusammengefasst. Nach dem Ende des Zweiten Weltkrieges wurden die Gutsbesitzer enteignet und das Land auf die umliegenden Bauern aufgeteilt.
Bis 1952 gehörte Mürow zum Landkreis Angermünde, der bis 1946 Teil der preußischen Provinz Brandenburg war. Nach der DDR-Kreisreform lag die Gemeinde Mürow im Kreis Angermünde im Bezirk Frankfurt (Oder). In den Jahren nach Kriegsende stieg die Einwohnerzahl in Mürow durch die Aufnahme von Flüchtlingen aus den deutschen Ostgebieten auf über 500 an. Zwischen 1948 und 1951 wurde die Dorfschule um drei Klassenräume erweitert und zur Polytechnischen Oberschule. Ab 1954 gab es in Mürow einen Kindergarten, ein Jahr später wurde die erste Landwirtschaftliche Produktionsgenossenschaft vom Typ III gegründet. Diese umfasste drei Jahre später bereits elf landwirtschaftliche Betriebe. Bis 1960 wuchs diese Zahl auf 67, zudem wurde eine LPG vom Typ I mit 75 landwirtschaftlichen Betrieben gegründet. Die beiden LPGen wurden 1968 zusammengeschlossen. 1975 wurde der Betrieb der Polytechnischen Oberschule eingestellt. Ab 1995 wurde auch der Betrieb des Mürower Bahnhofes eingestellt.
Seit der Wende sowie der brandenburgischen Kreisreform im Dezember 1993 gehört Mürow zum Landkreis Uckermark. Am 26. Oktober 2003 wurde Mürow nach Angermünde eingemeindet.

## Sehenswürdigkeiten

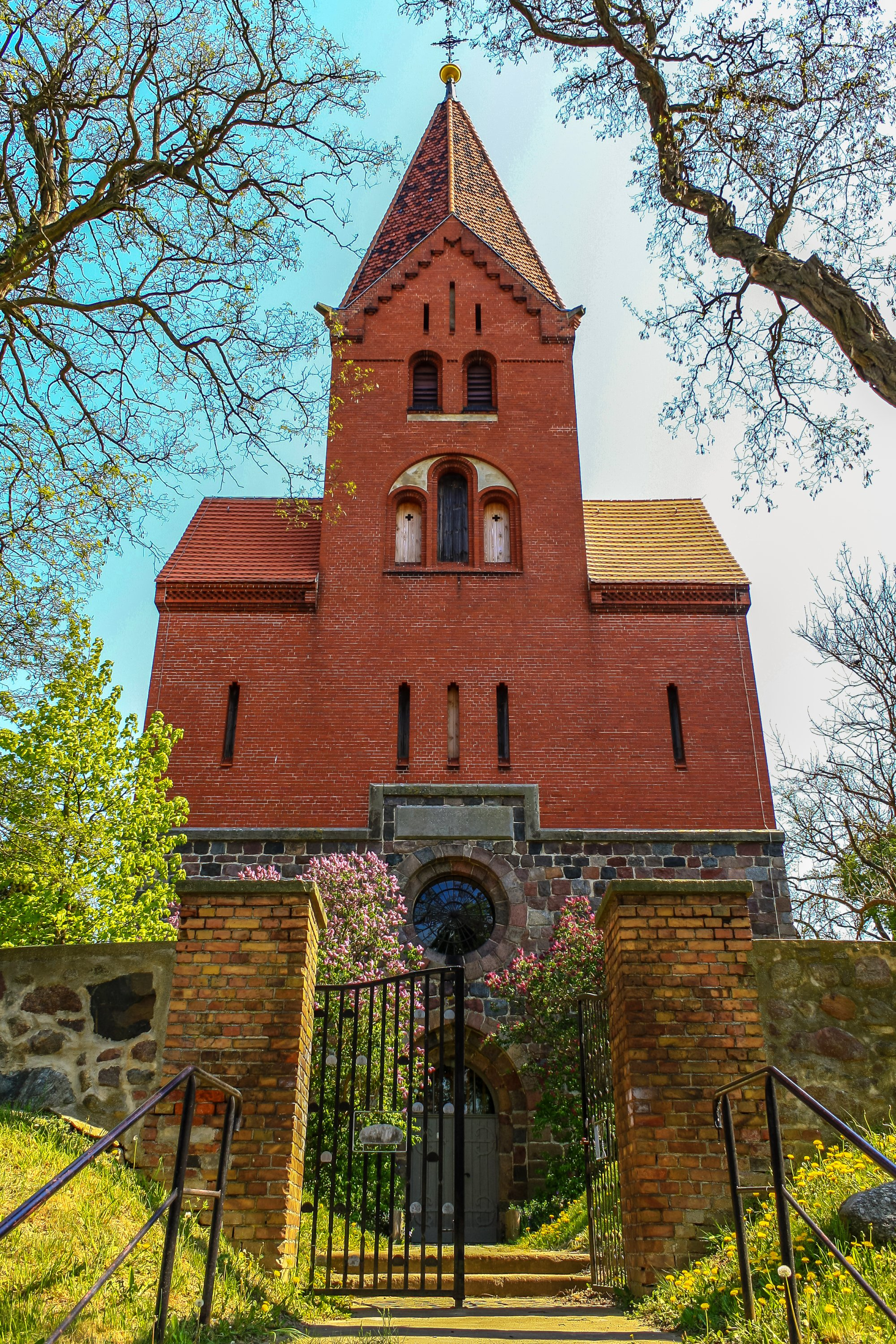
Dorfkirche Mürow

- Die evangelische Dorfkirche in Mürow wurde in der zweiten Hälfte des 13. Jahrhunderts errichtet. Die Kirche ist ein flachgedeckter Feldsteinsaalbau und Westturm. Der obere Teil des Turmes wurde im Jahr 1893/97 ergänzt, nachdem der frühere Kirchturm ab 1822 abgetragen wurde.[4] Der Altaraufsatz des Altarbauers Johann Diestlow aus Prenzlau stammt aus dem Jahr 1728, die Kanzel ist auf das Jahr 1612 datiert.[5] 2006 und 2007 wurde die Dachkonstruktion der Kirche erneuert.[3]
- Mit dem Bau der Schule mit Lehrerwohnung (siehe Bild in Infobox) wurde im Jahr 1880 begonnen. Das Gebäude ist ein eingeschossiger Ziegelbau mit Satteldach. Zwischen 1948 und 1951 wurde die Schule um einen Anbau mit drei weiteren Klassenräumen erweitert. Der Schulunterricht wurde 1975 eingestellt, heute ist der nördliche Teil des Gebäudes das Dorfgemeinschaftshaus.

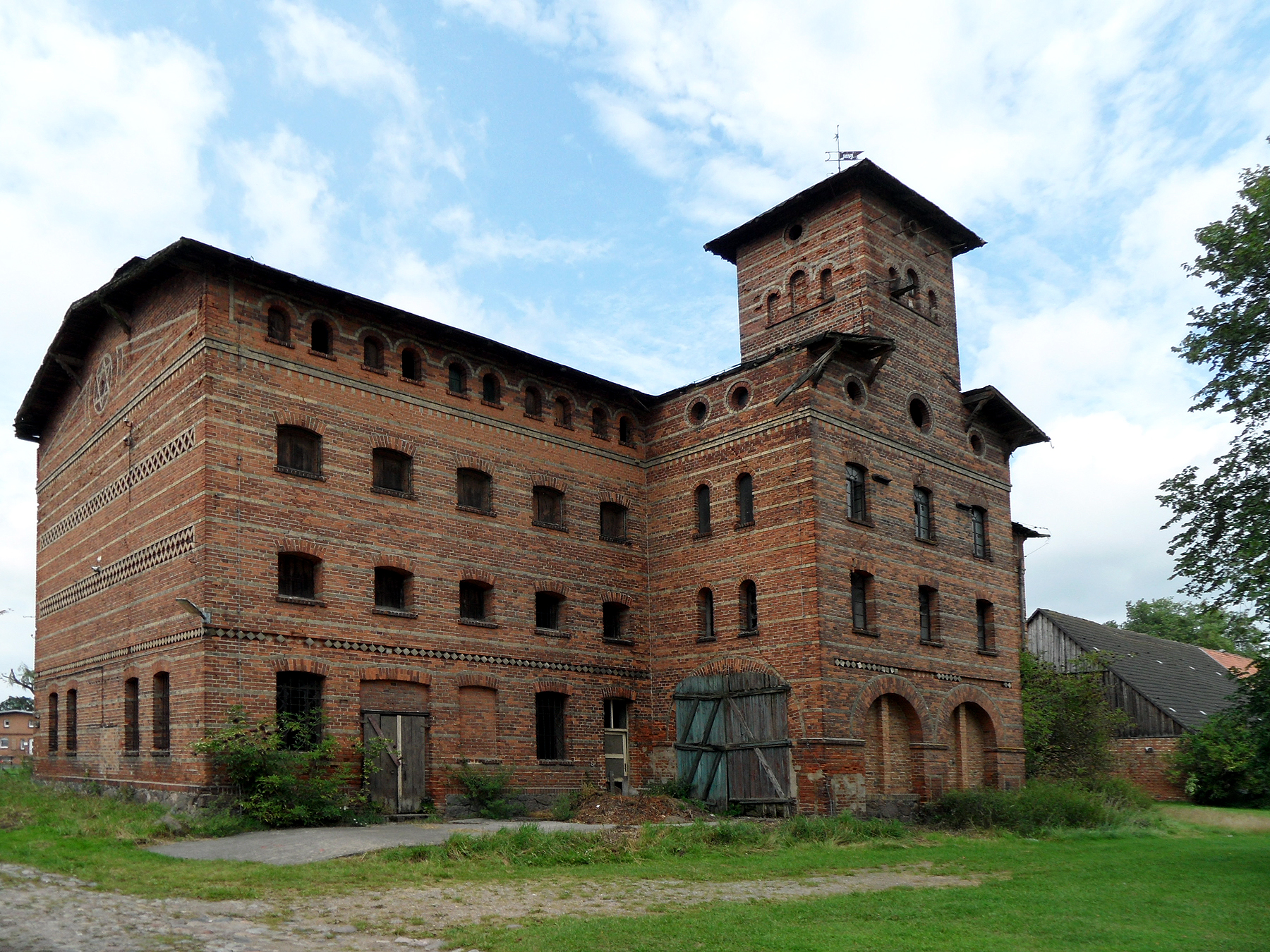
Speicher des Rittergutes aus dem 19. Jahrhundert

- Das Herrenhaus Mürow ist ein zweigeschossiger Putzbau mit T-förmigem Grundriss und Walmdach. Erbaut wurde das Haus in der zweiten Hälfte des 17. Jahrhunderts als Teil des Gutsbezirks Mürow, im Jahr 1871 erfolgte ein Umbau und 1998 wurde das Herrenhaus umfassend saniert. Zum Gutsbezirk gehören neben dem Herrenhaus ein Schlosspark mit Teich, eine Brennerei und ein Speicher aus dem Jahr 1860. Dieser Speicher ist ein viergeschossiger Bachsteinbau mit flachem Satteldach.[5] Nach der Enteignung der Gutsbesitzer im Jahr 1945 wurde das Gutshaus als Kindergarten genutzt.
- Ein weiteres unter Denkmalschutz stehendes Gebäude ist die Schmiede in Mürow. Belegt ist die Existenz einer Schmiede in Mürow bereits seit 1568, das heutige Gebäude der Schmiede ist ein Bau aus Backstein und Feldstein aus dem 19. Jahrhundert.

## Einwohnerentwicklung
| Jahr | Einwohner |
| ---- | --------- |
| 1875 | 255       |
| 1890 | 255       |
| 1925 | 279       |

| Jahr | Einwohner |
| ---- | --------- |
| 1933 | 339       |
| 1939 | 307       |
| 1946 | 511       |

| Jahr | Einwohner |
| ---- | --------- |
| 1950 | 589       |
| 1964 | 545       |
| 1971 | 489       |

| Jahr | Einwohner |
| ---- | --------- |
| 1981 | 356       |
| 1989 | 323       |
| 1994 | 327       |

| Jahr | Einwohner |
| ---- | --------- |
| 1998 | 354       |
| 2002 | 369       |

Gebietsstand des jeweiligen Jahres

## Persönlichkeiten
- Heinz Röthke (1912–1966), SS-Obersturmführer, der für die Deportation der Juden aus Frankreich verantwortlich war; wurde in Mürow geboren